# 1830-as önkéntes emlékkereszt
Az 1830-as önkéntes emlékkereszt egy korai állami kitüntetés Belgiumban, amelyet az 1830-as belga szabadságharc önkénteseinek adományoztak kiemelkedő cselekedeteik elismeréseként. A kitüntetést 1878-ban alapították, jelenleg már nem adományozzák.
Az emlékkeresztet minden belga állampolgár megkaphatta, aki részt vett a szabadságharc küzdelmeiben 1830. augusztus 25. és 1831. február 4. között, kivéve, ha már valamilyen más elismerésben részesült.

## Fokozatai, leírása
Az emlékkeresztnek csak egy fokozata volt. A kereszt fehér zománcozott máltai kereszt alakú, a kereszt szárai között aranyozott burgundi kereszt található. A kereszt középpontjában fekete zománcozott körben arany oroszlán található, a hátoldalon pedig fekete zománcozott körben az 1830-as évszám. A keresztet belga nemzeti színű szalag tartja: középen fekete, két oldalán sárga és vörös sávokkal.

## Lásd még
- Belga katonai kitüntetések listája
- Az emlékkereszt elő és hátoldala

## Fordítás
- Ez a szócikk részben vagy egészben  a   Commemorative Cross of the Volunteers of 1830 című angol Wikipédia-szócikk fordításán alapul.  Az eredeti cikk szerkesztőit annak laptörténete sorolja fel. Ez a jelzés csupán a megfogalmazás eredetét és a szerzői jogokat jelzi, nem szolgál a cikkben szereplő információk forrásmegjelöléseként.